# 사자후
사자후는 문자적으로는 사자의 울부짖음이라는 뜻이나 불교에서 유래된 용어로 석가모니의 가르침을 말한다. 작은 사자는 용기(勇氣)를 내고 기타 일체의 금수는 도망(逃亡)쳐 숨어버리는 것과 같이 석가모니(釋迦牟尼)의 설법을 들을 때 보살은 정진(精進)하고 도를 벗어난 악마들은 숨어버린다는 뜻을 가지고 있다. 일반화하여 열변을 토하는 설득력 있는 연설을 일컫기도 한다.
불교에서 사자는 석가모니를 의미한다. 즉, 동물의 세계에서 사자가 왕이고 인간 세계에서는 부처가 왕이다. 그래서 불교 조각품 중에는 사자로 문이나 의자 옆에 세워진 것들이 많이 있다. 대승불교에서는 대일여래를 사자에 비유했하여 비로자나 불상의 대좌로 사자를 많이 사용했다. 불제자의 대좌도 사자로 하는 경우가 있다. 부처님 곁을 한시도 떠나지 않고 그 말씀을 듣고 외웠다가 후에 기록하여 경전을 완성한 아난의 대좌로 사자상이 사용되었다.
인도나 중국에서는 불상 대좌로 사자를 쓰는 경우가 많이 있으나 한국에서는 불상의 대좌로는 많이 쓰이지 않고 무덤이나 석탑의 기단, 석등의 중대석이나 하대석, 승탑의 기단에 사자가 많이 등장한다.